# Жеребцова, Ольга Александровна
О́льга Алекса́ндровна Жеребцо́ва (урождённая Зубова; 1765 — 1 [12] марта 1849 года, Санкт-Петербург, Российская империя) — российская аристократка, авантюристка эпохи Екатерины II и Павла I (в России), Георга III (в Великобритании). Была призвана ко двору, стала известна и пользовалась большим успехом в высшем свете с началом фаворитства её брата Платона Зубова. Будучи замужем за действительным камергером Александром Алексеевичем Жеребцовым (1754—1807), в течение 9 лет состояла практически в открытой любовной связи с британским посланником в России Чарльзом Уитвортом.
При Павле I стала одной из вдохновительниц и активной участницей, вместе со своим любовником и братьями, заговора против императора, однако накануне дворцового переворота 1801 года уехала за границу. В Берлине и Лондоне фигурировала в центре нескольких великосветских скандалов и политических интриг русской дипломатии. Несмотря на скандальную репутацию, пользовалась большим успехом при дворе короля Великобритании Георга III. Стала одной из возлюбленных его сына принца Уэльского, будущего короля Георга IV, от которого (предположительно) родила внебрачного сына.
В 1810 году вернулась в Санкт-Петербург, где провела последующие годы, сторонясь двора и светской жизни. В 1840-х годах была собеседницей писателя и публициста Александра Ивановича Герцена, оставившего заметки о ней; когда писатель подвергся гонениям, добилась через влиятельных родственников облегчения его участи и разрешения уехать за границу.

## Титулы и имена
Ольга Александровна Жеребцова по рождению и по мужу была нетитулованной дворянкой. Хотя в 1793 году отец и братья были возведены в графское достоинство Священной Римской империи, на неё этот титул не распространялся, и в российских официальных источниках она именовалась по придворному чину мужа действительной камергершей. Тем не менее во время пребывания в Лондоне англичане почему-то прозвали её «графиня Джеребцов» (англ. Countess Jerebtzov; варианты — англ. Gerbetzow, англ. Gerepzof, англ. Zherebzova). Сама же она предпочитала себя именовать за рубежом на французский манер «мадам де Жеребцофф» (фр. Madame de Gerebtzoff).

## Биография
Родилась в семье Александра Николаевича Зубова и его супруги Елизаветы Васильевны (в девичестве — Вороновой; 1742—1813), которые поженились в 1759 году. Отец происходил из старинного, но небогатого дворянского рода. Одно время был вице-губернатором в провинции и управляющим имениями графа Николая Ивановича Салтыкова, дослужился до чина статского советника. С возвышением сына Платона был назначен обер-прокурором в первый департамент Сената. Здесь он прославился взяточничеством и лихоимством, которые сходили ему с рук только благодаря заступничеству сына. Умный, но злой человек, Зубов-старший имел под конец жизни репутацию «бесчестнейшего дворянина во всём государстве». Мать, единственная дочь армейского прапорщика, владела 1000 душ крестьян. В 1795 году она была пожалована в статс-дамы, а в 1797 году — орденом Святой Екатерины. У Ольги была старшая сестра Анна и четыре брата: старшие — Николай и Дмитрий, и младшие — Платон и Валериан. Все дети отличались необыкновенной красотой. Детство Ольги Зубовой протекало в одной из поволжских провинций, где служил отец, однако во время восстания Пугачёва ей вместе со всем семейством пришлось спасаться бегством в Москву.

### Раннее замужество (1780—1789)

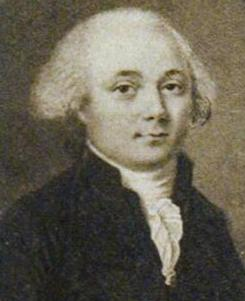
Муж — Александр Алексеевич Жеребцов

В возрасте 15 лет Ольга Александровна вышла замуж за тайного советника и действительного камергера Александра Алексеевича Жеребцова (1754—1807). Он был весьма родовит и богат, дослужился до чина тайного советника и занимал важный пост обер-гофмейстера — заведовал штатом и финансами императорского двора. Однако был, по-видимому, весьма скромным человеком и предпочитал держаться в тени — современники почти не оставили воспоминаний о нём. Он был масоном французского устава ещё до запрета деятельности братства в России Екатериной II в 1790 году. При Александре I, благодаря безупречной репутации, Жеребцову было позволено учредить в своём петербургском доме по Английской набережной, 52 и возглавить одну из первых и самых знаменитых лож так называемого «золотого века» масонства в России — «Соединённых друзей».
Семья Жеребцовых, в которой родилось четверо детей, зимой жила в Петербурге, а на лето перебиралась в большое благоустроенное имение Ровное-Новоблагодатное:

Село Ровное стоит на горе над самой рекою, строения много и вид показывает как маленький городок. … Его Превосходительство Александр Алексеевич Жеребцов был самой русский человек, любил всё русское, довольно был хлебосол, самой доброй души. Он имел тут прекрасные оранжереи, фруктов бездно, виноград чудесной, шпанских вишен большие сараи, ананасов, персиков… Храм Божий построен прекрасно: каменный и довольно обширный. В саду проведены большие каскады и спадают в реку с большим шумом.— Иван Андреевич Якубовский, «Карлик фаворита».

### При дворе Екатерины II (1789—1796)
С возвышением в 1789 году брата Платона, последнего фаворита императрицы Екатерины II, Жеребцова была принята ко двору и обласкана императрицей, пользовалась большим успехом в обществе. Современники отмечали красоту и образованность Ольги Александровны; самые знатные вельможи старались завоевать её расположение — среди поклонников был сам великий князь Павел Петрович.
В 1791 году Жеребцова познакомилась в гостях у брата Платона с его приятелем, английским посланником Чарльзом Уитвортом. Дипломат, старше неё на 15 лет, был, по отзывам современников, исключительно хорош собой и пользовался необыкновенной популярностью у женщин высшего света. Наполеон Бонапарт, лично знавший Уитворта, отзывался о нём как о «респектабельном авантюристе». Ольга Александровна не на шутку увлеклась им. На фоне этой страсти и блестящих придворных развлечений дети и муж, который всё более погружался в управление имением, стали занимать совсем незначительное место в её жизни. Их разобщение было столь велико, что некоторые позднейшие авторы искренне считали Жеребцову «вдовой генерала, кажется, убитого во время войны», а факт наличия у неё живого мужа в гражданском чине был им, по-видимому, и вовсе неизвестен. В итоге, супруги стали жить по большей части раздельно: Александр Алексеевич — с детьми в имении, а Ольга Александровна — в Петербурге с Уитвортом. Поскольку дипломат был не слишком богат, по сравнению с сестрой императорского фаворита, она оплачивала все его расходы и фактически поселила у себя в доме на Английской набережной, который он оставлял лишь на несколько недель в году, когда камергер Жеребцов приезжал в столицу по каким-то делам.
В 1795 году скончался отец Ольги Александровны — генерал-прокурор Сената, тайный советник граф Александр Николаевич Зубов. В апреле того же года граф Николай, старший брат Жеребцовой, обвенчался с Натальей («Суворочкой»), дочерью фельдмаршала графа Александра Васильевича Суворова. Новая родня принялась оказывать всяческое почтение победоносному свойственнику. Так, по случаю его визита в Ровное Ольга Александровна приказала выкопать канал в виде латинской буквы «S». В целом жизнь её при Екатерине II протекала весьма весело и беззаботно.

### При Павле I (1796—1799)

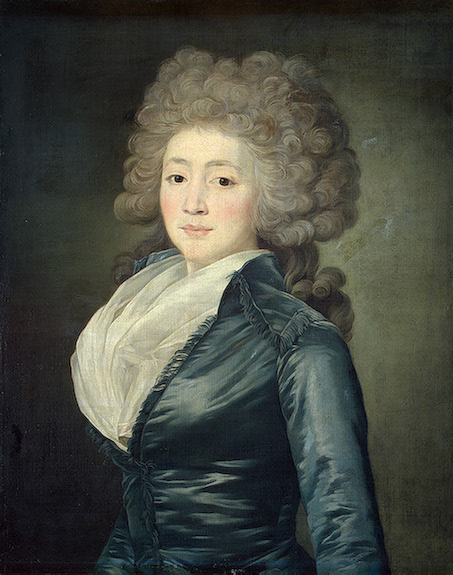
На портрете Ж. Л. Вуаля

C восшествием на престол Павла I братья Жеребцовой, их родственники и сторонники, бывшие виднейшими вельможами и военачальниками прежнего царствования, быстро оказались в опале. Саму Ольгу Александровну царская немилость не коснулась, хотя много позже она и жаловалась, что её дом на Английской набережной опустел на следующий же день после смерти императрицы. Придворные, ранее искавшие малейший повод заслужить благосклонность знатной дамы из могущественного клана Зубовых теперь стали избегать Жеребцову. Впрочем, ей довольно быстро удалось вернуть себе расположение столичного высшего общества и зажить прежней весёлой жизнью — несмотря на указы Павла I, направленные против роскоши, балы в её доме и изысканный стол были знамениты на весь Петербург. Более того, в 1798 году император пожаловал её 17-летнего сына Александра, состоявшего камер-юнкером при великой княгине Анне Фёдоровне, супруге великого князя Константина Павловича, чином действительного камергера.
Сразу после смерти Екатерины II 6 ноября 1796 года бывшему фавориту князю Платону Зубову пришлось съехать из своих покоев в Зимнем дворце к сестре на Английскую набережную, но долго гостить у Ольги Александровны ему не пришлось. Всего через неделю Павел I, первое время внешне благоволивший Зубовым, подарил ему ко дню рождения роскошно обставленный дом, куда князь и перебрался. Однако уже 6 декабря он был отставлен со всех постов, а в феврале 1797 года отправлен в заграничный отпуск, по возвращении из которого осенью 1798 года заточён в собственной деревне во Владимирской губернии.
Следующим пострадал младший из братьев — генерал-аншеф граф Валериан Зубов, находившийся в тот момент в Закавказье в качестве главнокомандующего в Русско-персидской войне. Император счёл результаты его похода ничтожными, а издержки — чрезмерными и в январе 1797 года разослал приказ о возвращении в Россию напрямую командирам отдельных частей его армии, минуя главнокомандующего и штаб. Такое явное нарушение принципа единоначалия неминуемо привело бы к дезорганизации войск и позорному поражению, однако генералу Зубову чудом удалось избежать катастрофы. 27 апреля 1797 года, во время обратного похода, он был отставлен от службы и отправился в ссылку в своё подмосковное имение.
Тогда же в феврале свойственник Зубовых великий полководец граф Александр Васильевич Суворов был уволен со службы и лишён всех воинских званий и мундира, а в апреле сослан в собственное имение Кончанское под строгий надзор местного городничего. В июле того же года он пожаловался через своего надзирателя императору на то, что из-за ветхости дома всерьёз опасается за своё здоровье с наступлением осенних и зимних холодов. Поэтому граф хотел бы по-родственному переселиться к Ольге Александровне Жеребцовой в Ровное-Новоблагодатное, которое находилось всего в 48 км (45 верстах) от Кончанского. Узнав об этом намерении, император переезд Суворову разрешил, однако тот почему-то так и остался зимовать в Кончанском. Тем временем по воле Павла I был дан ход множеству накопившихся в прежнее царствование и лежавших без движения исковых дел против графа Суворова как от гражданских лиц, так и по части войсковых финансов, на общую сумму в нескольких сотен тысяч рублей. Кроме того, у Суворова имелись денежные обязательства в несколько десятков тысяч рублей перед знакомыми и родственниками. При этом финансы Суворова находились в крайне расстроенном состоянии из-за многолетнего воровства управляющих — совокупный доход составлял чуть более 40 000 рублей в год и продолжал неуклонно падать. Находясь безвыездно под строгим надзором в Кончанском, поправить своих дел опальный полководец не мог, что поставило его к концу 1798 года на грань разорения.
Старший из братьев — шталмейстер генерал-поручик граф Николай Зубов, зять Суворова, дольше прочих оставался при дворе. Он заслужил благосклонность императора тем, что ещё 5 ноября 1796 года, когда Екатерина II находилась при смерти, первым из царедворцев привёз в Гатчинский дворец печальное известие. Но и ему в ноябре 1797 года было негласно «рекомендовано» удалиться в Москву, что он и исполнил со всей поспешностью. Кроме того, в немилость попал правитель Екатеринославского и Вознесенского наместничеств, а также Таврической области, генерал-поручик Осип Иванович Хорват, женатый на Анне Александровне, старшей сестре Жеребцовой. 15 декабря 1796 года он был отставлен со всех постов и вызван в Санкт-Петербург. Там он был отдан под суд Сената за различные нарушения. В числе прочего, ему приписывали махинации с хлебом.
22 августа 1799 года имения опального брата Жеребцовой, графа Валериана Зубова, были конфискованы «за недостающие суммы по Персидскому походу». В мае следующего года за ними последовали владения бывшего фаворита князя Платона — секвестрованы «в число всех сумм, даже и тех, которые сперва сложены были». Оставшиеся без средств, запертые в своих деревнях, братья были вынуждены прибегнуть к помощи сестры. Ольга Александровна, несмотря на запреты и слежку властей, доставляла им деньги, которые через своих корреспондентов переводил ей берлинский банкир Лево́. Таким образом, опала лишила могучий клан Зубовых огромных источников дохода и власти, а мечты о реванше стали для них главным движущим мотивом.

### Заговор против императора (1799—1801)

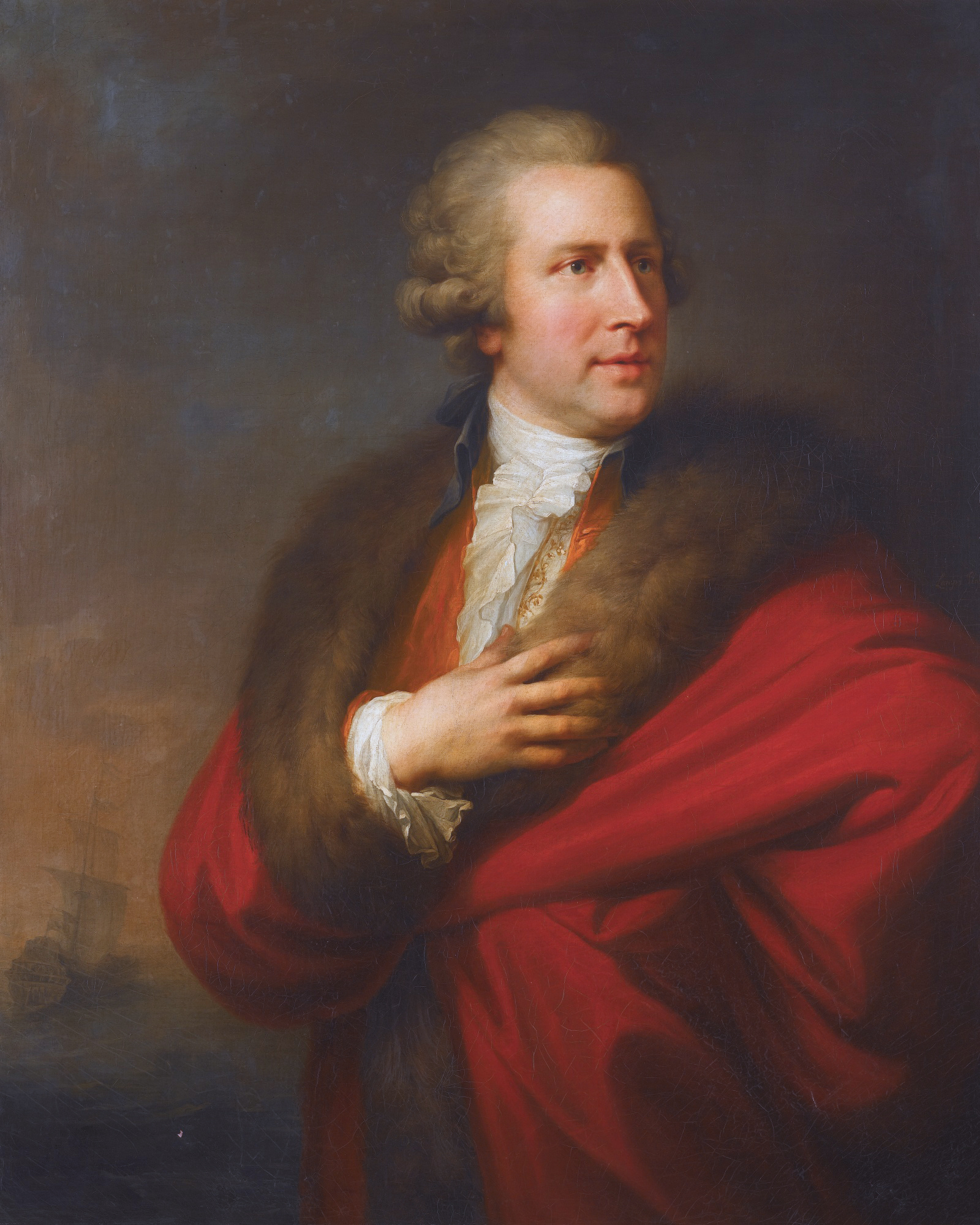
Британский посланник в России Чарльз Уитворт, возлюбленный Ольги Александровны Жеребцовой.
Портрет кисти Иоганна Баптиста Лампи-старшего, после 1789 года.

Заговоры против Павла I существовали в кругах высшей аристократии и даже среди ближайших членов императорской фамилии почти с самого начала его царствования. Однако до осени 1799 года Ольга Александровна в них не состояла. Её друг и любовник, британский посланник Уитворт, также избегал участия в этих опасных интригах, хотя и дружил с некоторыми из заговорщиков, и даже сочувствовал им. Ещё в 1797 году при его содействии Павел I заключил с Англией торговый договор, а годом позднее — военный союз против Франции. После этого российский император, высоко ценивший британца, лично ходатайствовал перед Сент-Джеймсским кабинетом о присвоении Уитворту звания пэра. Поэтому любые действия, способные ослабить Россию, противоречили на тот момент интересам как Великобритании, так и её посланника. Выполняя свои обязательства, Павел I в феврале 1799 года вернул графа Суворова из ссылки на службу, восстановил в звании фельдмаршала и отправил воевать в Италию во главе союзного войска. Летом того же года его блестящие победы над французами сильно подняли авторитет России и её императора. В то же время прежние заговоры сошли на нет, поскольку часть заговорщиков оказалась под подозрением и в опале, часть — высланы в деревню или за границу, некоторые умерли естественной смертью, а прочие затаились, опасаясь царского гнева.
К осени 1799 года антифранцузская коалиция стала распадаться, Суворов был отозван в Россию. Во внешней политике Павел I стал проявлять симпатию к Наполеону и склоняться к союзу с Францией, что шло вразрез с британскими интересами. Вероятно, руководствуясь этими соображениями, Уитворт вместе со своей любовницей Жеребцовой и другом-дипломатом и вице-канцлером графом Никитой Петровичем Паниным составили новый заговор. Граф с июля 1797 по сентябрь 1799 года был чрезвычайным послом в Берлине, где с ним близко сошёлся брат Ольги Александровны князь Платон Зубов, который путешествовал в то время по Европе. Своей целью заговорщики ставили отречение императора от престола в пользу наследника, великого князя Александра Павловича, тайные контакты с которым установил граф Панин. Кроме того, он пытался убедить будущего императора в необходимости введения конституции, к чему последний относился с видимой благосклонностью. Уитворт и сам пытался сблизиться с окружением великого князя, для чего, с согласия Ольги Александровны (en se concertant pour cet objet с фр. — «по согласию ради этой цели»), завязал бурный роман с графиней Анной Ивановной Толстой. Муж последней, Николай Александрович, служил камергером при великокняжеском дворе, а сама она была близкой подругой великой княгини Елизаветы Алексеевны.
Жеребцова, между тем, привлекла к заговору адмирала Осипа Михайловича Дерибаса, одного из прежних клевретов князя Зубова. Вскоре к ним примкнул петербургский генерал-губернатор граф Пётр Алексеевич Пален, многим обязанный опальному екатерининскому фавориту и даже рискнувший однажды выразить ему свою признательность открыто, чем едва не погубил свою карьеру. В 1797 году, будучи курляндским губернатором, он оказал «чрезмерно горячий» приём князю Платону, направлявшемуся за границу через Ригу и свои курляндские владения, за что попал в немилость. Однако Палену всё же удалось быстро вернуть себе расположение Павла I и стать к концу царствования фактически вторым лицом в государстве, заняв несколько ключевых постов, но оставаясь при этом во главе заговора. Основным местом собраний заговорщиков был дом Жеребцовой на Английской набережной; существует романтическая легенда о том, что Ольга Александровна после своих блестящих приёмов переодевалась нищенкой и в таком виде прокрадывалась к графу Палену с конспиративными поручениями. Он же следил за каждым шагом императора, пользуясь, в том числе, информацией, добытой Жеребцовой у его фаворитки Анны Петровны Лопухиной, известной своей болтливой откровенностью. С последней Ольга Александровна состояла в родстве через мужа, а позднее женила своего сына на её сестре Александре.
Между тем, ходатайство российского императора возымело действие — 21 марта 1800 года Уитворту был пожалован баронский титул. Однако накануне, 18 марта, он отправил своему кабинету депешу о том, что император «буквально не в своем уме» (англ. is literally not in his senses), которая была перехвачена людьми Павла I. Государь вознегодовал и потребовал немедленного отзыва британского посланника. В результате дальнейшего ухудшения отношений с Великобританией 26 мая того же года лорд Уитворт, так и не дождавшись баронского диплома, был выдворен из России вместе со всеми членами своей миссии. Это стало для заговорщиков, и в особенности для Ольги Александровны, большой и очень неприятной неожиданностью.
Той же весной из Швейцарского похода возвращался генералиссимус князь Суворов. Император сперва распорядился готовить ему триумфальную встречу, но накануне приезда приревновал к славе полководца и всё отменил. Более того, когда опальный генералиссимус появился в Санкт-Петербурге безо всякого торжества, Павел I специально послал генерала сообщить, что являться к государю ему «приказано не было». Через две недели Суворов скончался, однако никаких распоряжений о почестях и даже объявлений в газетах о его смерти не последовало. Тем не менее похороны великого полководца проходили, по свидетельству современников, при огромном стечении народа. Император же либо вовсе не приехал проститься с Суворовым, либо случайно повстречал траурную процессию по дороге. Такое демонстративное презрение к великому полководцу было современникам совершенно очевидно и крайне оскорбительно, в особенности для родных и близких покойного.
К осени 1800 года заговорщики решили, что для осуществления их планов необходимо возвращение из опалы братьев Ольги Александровны. Преодолеть сильную неприязнь императора к Зубовым было не просто, но Жеребцову это не смутило. Ей было известно, что царский камердинер Иван Павлович Кутайсов, который имел большое влияние на государя, торговал им через свою любовницу — французскую певицу мадам Шевалье. Желающие орденов, должностей, привилегий или почестей платили ей, она передавала деньги и пожелания просителя камердинеру, а тот, улучив благоприятный момент, озвучивал их императору. Ольга Александровна дала мадам Шевалье значительную взятку, чтобы начать переговоры с Кутайсовым. Между тем, по совету сестры, князь Платон Зубов написал камердинеру письмо, в котором просил руки его дочери Марии. Одновременно Жеребцова дала Кутайсову понять, что эта женитьба может состояться только при условии возвращения князя и его братьев в столицу к должностям, достойным их высокого ранга. Любимец Павла I простодушно польстился на деньги и перспективы родства со столь знатной фамилией и принялся хлопотать за Зубовых перед императором. Тот одобрил желание князя Платона «породниться с Кутайсовым», якобы пошутив, что это — «единственная разумная идея в его жизни». Однако то была лишь часть плана заговорщиков — на следующем этапе в дело вступил граф Пален, убеждавший императора в необходимости помиловать опальных военных по случаю четвёртой годовщины царствования, которая ожидалась 7 ноября 1800 года.
Интрига удалась, 1 ноября того же года Павел I издал указ, повелевающий всем исключённым и выбывшим по решению военного суда офицерам вернуться на службу, для чего им следовало явиться в Санкт-Петербург «для личного представления нам». Заранее предупреждённые Ольгой Александровной братья Зубовы воспользовались этой амнистией одними из первых — 17 ноября князь Платон подал соответствующее прошение на имя императора; вскоре за ним последовали графы Николай и Валериан. Благодаря влиянию Кутайсова, князь Платон был «встречен государем хорошо» и 23 ноября восстановлен на службе в звании генерала от инфантерии с назначением директором Первого кадетского корпуса. 1 декабря графу Николаю было возвращено прежнее звание шталмейстера, и пожалована высокая должность шефа Сумского гусарского полка. Император, памятуя былые заслуги, стал регулярно приглашать его на приёмы во дворец. С 6 декабря граф Валериан, также в звании генерала от инфантерии, встал во главе Второго кадетского корпуса, а 16 февраля 1801 года был в первый раз приглашён на концерт и ужин, после чего стал частым гостем у императора. Единственным из братьев, кого Павел I ни разу более не пригласил во дворец, остался князь Платон. Имения Зубовых, отобранные в казну, были формально возвращены 4 декабря 1800 года, однако вступить в пользование ими стало возможным лишь в начале марта 1801 года. До того времени братья были вынуждены по-прежнему одалживаться всё у того же банкира Лево.
В ноябре 1800 года граф Панин впал в немилость и был сослан в деревню; в декабре умер Дерибас. Таким образом, ядро заговора состояло теперь из Жеребцовой с братьями под руководством графа Палена, который взялся за дело весьма энергично. Ольга Александровна по прежнему играла роль хозяйки великосветского салона, и, по-видимому, обеспечивала связь заговорщиков с английским правительством через свою частную переписку с лордом Уитвортом. У неё, её братьев и некоторых других заговорщиков собирались почти ежевечерние общества, на которых происходила вербовка сообщников, в особенности командиров отдельных войсковых частей, расквартированных в столице. Заговор вступил в решающую фазу, но 26 февраля 1801 года, почти за две недели до цареубийства, из России отбыла: 

…действительная камергерша Ольга Александровна Жеребцова с дочерью её Елисаветой Александровной и племянницей девицей Катериной Ивановной; при них польской нации девица Роза Немчевичева, немецкой нации скороход Фердинанд Ранфельд, арап Иван Кочанин и крепостной человек Никифор Яковлев.— 
Не исключено, что граф Пален вовремя предупредил Жеребцову, что ею заинтересовалась Тайная канцелярия. По другой версии, она уехала с большой суммой денег, чтобы спрятать их за границей. Это были либо частные средства семьи Зубовых, либо общая касса заговорщиков, предназначенная для обеспечения побега в случае провала.
По мнению некоторых современников-мемуаристов, Жеребцова вступила в заговор преимущественно из корыстных побуждений — якобы «английское золото», предназначенное заговорщикам, проходило от Уитворта через руки его возлюбленной. Поскольку никто, при этом, не осмелился бы потребовать у неё отчёта, она якобы присваивала все суммы или, по крайней мере, какую-то их часть. Однако никаких убедительных доказательств финансирования заговора Великобританией до сих пор не обнаружено. Если оно и в самом деле имело место, то не могло быть основным мотивом, заставившим Ольгу Александровну, одну из богатейших русских аристократок своего времени, рисковать жизнью в антиправительственном заговоре. Вероятнее всего, ею двигали искренняя привязанность к Уитворту и глубокая ненависть к императору, разлучившему её с возлюбленным, унижавшему и разорявшему её родню.

### Годы странствий (1801—1810)
Находясь в Данциге, Ольга Александровна получила известие о смерти Павла I, а также о том, что её сын действительный камергер Александр Александрович Жеребцов, отправлен новым императором с дипломатической миссией — уведомить прусского короля Фридриха Вильгельма III о кончине отца и своём вступлении на престол. Мать и сын встретились в Берлине, где сначала отрицали любую свою причастность к заговору, но спустя несколько дней стали открыто похваляться этим. Александр Александрович позволял себе в обществе восторгаться избавлением от непопулярного императора в таких выражениях, что возмутились даже те русские, которые эмигрировали в Пруссию из-за оппозиции к покойному государю. Король, испытывавший отвращение к факту убийства Павла, считал такое поведение несовместимым с дипломатической этикой и сомневался, следует ли ему принять такого посланника. В конце концов, 18 апреля 1801 года Жеребцов был удостоен королевской аудиенции, где ему был оказан чрезвычайно холодный приём.
Ольга Александровна надеялась вскоре увидеться с лордом Уитвортом, но в Берлине её постигло сильное разочарование — из газет она узнала, что в апреле 1801 года её возлюбленный вступил в брак с леди Арабеллой Дианой Коуп (1767—1825). Как выяснилось, британский посланник был давно знаком с этой привлекательной 34-летней женщиной — супругой, а затем вдовой, своего друга и покровителя Джона Сэквилла, 3-го герцога Дорсета, оставившего ей значительное состояние и годовой доход 13 000 фунтов стерлингов. Вероятно, ещё в России, несмотря на связь с Жеребцовой, Уитворт строил планы женитьбы на вдовствующей герцогине, для чего и выхлопотал себе через Павла I баронский титул. Этот удар заставил Жеребцову потерять всякий контроль над собой — ещё в Берлине она стала открыто жаловаться всем встречным англичанам на неверность возлюбленного, обещавшего, судя по её словам, жениться на Ольге Александровне, если она разведётся с мужем. К тому же, он задолжал ей крупную сумму, которую она намеревалась с него взыскать. Вести о её скандальных выходках достигли Лондона уже к июлю того же года; многие собеседники «отказывались понять» подобную откровенность со стороны дамы из общества, замужней и имеющей детей.
Из Берлина Жеребцова отправилась в Лондон, где появилась к январю 1802 года. Там «московитская графиня», как её прозвали англичане, принялась повсюду преследовать и буквально «осаждать» лорда Уитворта. Тот, во избежание скандалов, выхлопотал себе важный пост посланника британской короны во Франции и отбыл с супругой в сентябре 1802 года в Париж. Однако передышка длилась для них не долго: на следующий год Великобритания расторгла Амьенский мир и посланник, вручив Наполеону I ноту об объявлении войны, 20 мая вернулся в Лондон. Там его поджидала Ольга Александровна со своими требованиями, которые оказались «слишком деликатного и слишком серьёзного характера для того, чтобы ими можно было пренебречь». Герцогиня Дорсетская сочла необходимым заплатить Жеребцовой 10 000 фунтов стерлингов, чтобы «приобрести спокойное пользование своим мужем». Между тем, «графиня» попросила у российского посланника графа Семёна Романовича Воронцова своего представления британскому двору. Тот весьма скептически относился к скандальной репутации Жеребцовой и отказал ей. Такой ответ привёл Ольгу Александровну в бешенство, и она в резких выражениях потребовала от посла паспорта для возвращения на родину, что Воронцов с удовольствием исполнил.
|  |

Однако мадам де Жеребцофф осталась в Лондоне, сумела попасть ко двору, где была в большой моде и в большом почёте. В Королевском театре у неё была своя ложа. Принц Уэльский, будущий король Георг IV, «оказался у ног русской красавицы». В 1804 году её навестил в Лондоне супруг, Александр Алексеевич Жеребцов, с детьми, которые в том же году обзавелись собственными семьями. Их сын Александр женился на Александре Петровне Лопухиной, сестре Анны, бывшей фаворитки Павла I, а дочь Елизавета вышла замуж за полковника Николая Михайловича Бороздина, одного из сообщников цареубийц. В июне того же года в России от водяной болезни скончался младший из братьев Ольги Александровны, граф Валериан.
В ноябре того же 1804 года в Лондон с дипломатической миссией прибыл добрый знакомый Жеребцовой, близкий друг и сподвижник молодого российского государя, Николай Николаевич Новосильцев. Целью его поездки была реализация идеи александровского Негласного комитета о создании Лиги Наций, чтобы обеспечить всеобщий мир в Европе и представить народам право на самоопределение. Для этого предполагалось заключить военный союз с Великобританией, после чего Новосильцев должен был отправиться в Париж и начать переговоры с Наполеоном. В Санкт-Петербурге считали, что император не осмелится противостоять союзным державам, Франция заключит мир с Англией и вступит в Лигу, а за ней потянутся и прочие континентальные государства. В своей миссии российский дипломат в большей степени полагался на связи Жеребцовой при английском дворе, чем на пожилого посланника графа Воронцова — человека хоть и опытного, но весьма консервативного. Ольга Александровна помогла ему установить контакты с влиятельными сановниками, в том числе, познакомила его и со своим новым возлюбленным принцем Уэльским, о чём Новосильцев докладывал государю. В результате переговоры с премьер-министром Уильямом Питтом прошли успешно, продолжились в России и завершились 30 апреля 1805 года подписанием Петербургского союзного договора. Хотя идея Лиги Наций и нашла отражение в одном из его параграфов в виде туманной формулировки о необходимости установить «федеративную систему, обеспечивающую независимость слабых государств», никаких шагов по её реализации осуществлено не было. Новосильцев, направлявшийся для продолжения своей миссии в Париж, был отозван с дороги — в Европе началась новая большая война.
В августе 1805 года в Москве умер граф Николай Александрович Зубов, старший из братьев Ольги Александровны. В 1806 году в Лондоне у неё родился внебрачный сын, которого назвали Джордж Норд (George Nord, в переводе с фр. — «Север» или «Северный»). Позднее он был принят в российское подданство как Егор (иначе — Георгий) Августович Норд. Кто был отец этого ребёнка неизвестно; сама Жеребцова выдавала его за сына принца Уэльского, ставшего впоследствии королём Георгом IV. По некоторым свидетельствам, Ольга Александровна якобы даже судилась с британской королевской семьёй, чтобы подтвердить отцовство принца, но Английский суд отклонил её иск и постановил считать лорда Уитворта отцом этого мальчика. Однако никаких записей в британских судебных протоколах о подобном процессе до сих пор не обнаружено. В 1807 году законный супруг Жеребцовой, не отличавшийся крепким здоровьем, скончался в Санкт-Петербурге.
По сведениям Александра Ивановича Герцена побывала Ольга Александровна и в Париже, где встретилась с его отцом Иваном Алексеевичем Яковлевым (1767—1846). Однако в каком году состоялась эта встреча доподлинно неизвестно. Их дружба началась ещё в ту пору, когда Яковлев, молодой гвардейский офицер, танцевал на балах Екатерины II с Жеребцовой. Ей нравились его обходительность и глубокий, язвительный ум. Повстречавшись в Париже, они в дальнейшем время от времени вместе путешествовали по Европе. Вернувшись в Россию, Иван Алексеевич безвыездно поселился в Москве, где Ольга Александровна его неоднократно навещала.

### Снова в России (после 1810)
В 1810 году Ольга Александровна Жеребцова вернулась с сыном в Россию и сразу же продала свой петербургский дом за 200 000 рублей ассигнациями. После этого часто, раз в полтора-два года, меняла место жительства — «не любила долго жить в одном доме», но неизменно арендовала особняки на Английской набережной. Политикой и интригами Ольга Александровна более не интересовалась, а императорского двора избегала.
Во время Отечественной войны 1812 года Жеребцова сделала один из крупнейших вкладов в формирование Московского ополчения — ею было выставлено 217 ратников из собственного села Слободского и окрестных деревень Богородского уезда. Ополчение это, состоявшее, за исключением полка графа Дмитриева-Мамонова, почти исключительно из помещичьих крестьян, получило боевое крещение в Бородинском сражении. Оба законных сына Жеребцовой также участвовали в боевых действиях. Старший, действительный камергер Александр Александрович, ратовал за формирование Петербургского земского ополчения, в котором сам, с мундиром и полномочиями генерал-майора, возглавил 4-ю дружину. С ней он отличился в сражении под Полоцком и далее во многих битвах с отступающими французами вплоть до боёв на реке Березине. Свои военные подвиги во главе ополченцев он завершил осадой Данцига в 1813 году и возвратился домой героем со множеством наград. Его брат Григорий Александрович отдал свою жизнь на Бородинском поле. По некоторым сведениям Ольга Александровна ежегодно в конце августа навещала место гибели сына вплоть до собственной смерти. В 1813 году она похоронила в Троицко-Сергиевой пустыни свою мать, кавалерственную даму графиню Елизавету Васильевну Зубову.
В 1815 году наполеоновский генерал Ипполит де Роснивинон, граф де Пире, изгнанный из Франции после битвы при Ватерлоо, нашёл своё пристанище в России. Между ним и дочерью Жеребцовой Елизаветой, супругой генерал-майора Бороздина, завязался роман. В отсутствие мужа, который надолго отлучился по службе, у Елизаветы Александровны родился сын Владимир; разразился грандиозный скандал. Узнав о позоре, Бороздин стал требовать развода. Александр I, желая уладить дело миром, «разрешил» в 1819 году де Пире уехать на родину. Тогда оскорблённый супруг попытался было отправить в Париж вызов де Пире на дуэль, но император ему и этого не позволил, а посоветовал усыновить ребёнка, что Бороздин и сделал. Однако под влиянием матери Елизавета Александровна решила бросить мужа с пятью общими детьми ради любовника и в 1820 году вместе с сыном Владимиром навсегда уехала во Францию.
В 1822 году в своём курляндском поместье Руэнталь скончался младший брат Жеребцовой — последний фаворит Екатерины II светлейший князь Платон Александрович Зубов. 1825 году Ольга Александровна приобрела деревню Горбунки на берегу реки Стрелки и превратила её в усадьбу площадью 29 гектаров, с английским парком, дав ей название «Сан-Суси» (от sans souci с фр. — «без забот»), или «Беззаботная». В том же году в Англии умер один бывший возлюбленный Жеребцовой, лорд Уитворт, а в 1830 году другой — британский король Георг IV. Через два года Ольгу Александровну постигло семейное несчастье — в родовом имении Жеребцовых Кикино скончался её сын — отставной генерал-майор Александр Александрович.
В 1835 году друг молодости Жеребцовой Иван Александрович Яковлев обратился к ней с просьбой выручить своего сына Александра Герцена, которому грозила ссылка за организацию демократического студенческого кружка. Она охотно откликнулась, попыталась задействовать свои обширные связи, однако безуспешно — молодой человек был сослан в Вятку.
В 1836 году умер последний из братьев Жеребцовой — генерал-майор, граф Дмитрий Александрович Зубов, который, в отличие от своих родственников, в заговоре против императора не участвовал. В 1837 году Ольга Александровна вновь отправилась в заграничное путешествие, подарив перед отъездом Беззаботную своему внебрачному сыну Норду.
По возвращении она жила зимой — в Санкт-Петербурге, а летом — на дачах в его окрестностях. Однажды великий князь Михаил Павлович вздумал устраивать по утрам военные учения возле её гатчинской дачи. Пожилая Жеребцова, недовольная шумом и грохотом барабанов, приказала дворецкому срочно нанять рабочих и выкопать на плацу пруд, в надежде, что «авось навального учения не дадут под моими окнами».
В 1838 году Александр Иванович Герцен, рискуя тюрьмой или Сибирью, тайно приезжал из ссылки в Москву, чтобы увезти свою невесту Наталью Александровну Захарьину и обвенчаться с ней. Узнав об этом, его отец рассердился и лишил молодую семью финансовой поддержки, однако под влиянием Жеребцовой Яковлев в конце концов сменил гнев на милость. Двумя годами позже Герцену было позволено вернуться в столицу, где он наконец познакомился с Ольгой Александровной, чему сперва противился. Однако под нажимом отца был вынужден нанести визит вежливости своей благодетельнице. Скучная, как предполагал Герцен, старуха оказалась женщиной удивительной судьбы и замечательного характера. Она благосклонно приняла молодого человека и охотно делилась с ним воспоминаниями — он стал навещать её почти каждый день. Ольга Александровна не скрывала своего невысокого мнения о современниках, а об императоре Николае I отзывалась весьма нелестно, пеняя ему за то, что окружил себя недостойными, по её мнению, царедворцами и «воюет со студентами».
В 1841 году Жеребцову постигло новое несчастье — в Париже скончалась её дочь Елизавета Александровна Бороздина. В том же году Герцен вновь подвергся гонениям — Ольга Александровна снова попыталась облегчить его участь — вновь безрезультатно. Герцена перевели в Новгород. В конце концов через свою внучку Ольгу и её мужа, могущественного николаевского вельможу графа Алексея Фёдоровича Орлова, ей всё же удалось добиться возвращения молодого человека в Санкт-Петербург и разрешения выехать за границу. Их последняя встреча состоялась 5 октября 1845 года. Похоронив отца, в 1847 году Герцен навсегда покинул Россию.

### Конец жизни, смерть
В 1844 году сын Жеребцовой Егор Августович Норд женился на Наталье, дочери генерал-майора, князя Николая Григорьевича Щербатова. Ольга Александровна успела застать рождение своих внуков от этой пары — Егора (1845), Виктора (1846) и Льва (1847). Умерла действительная камергерша Жеребцова 1 марта 1849 года. Она пережила братьев, мужа, большинство своих детей, всех любовников и друзей молодости, почти всех участников заговора против Павла I. Похоронена в семейной усыпальнице Зубовых, в Троицко-Сергиевой пустыни.

## Дети и потомки

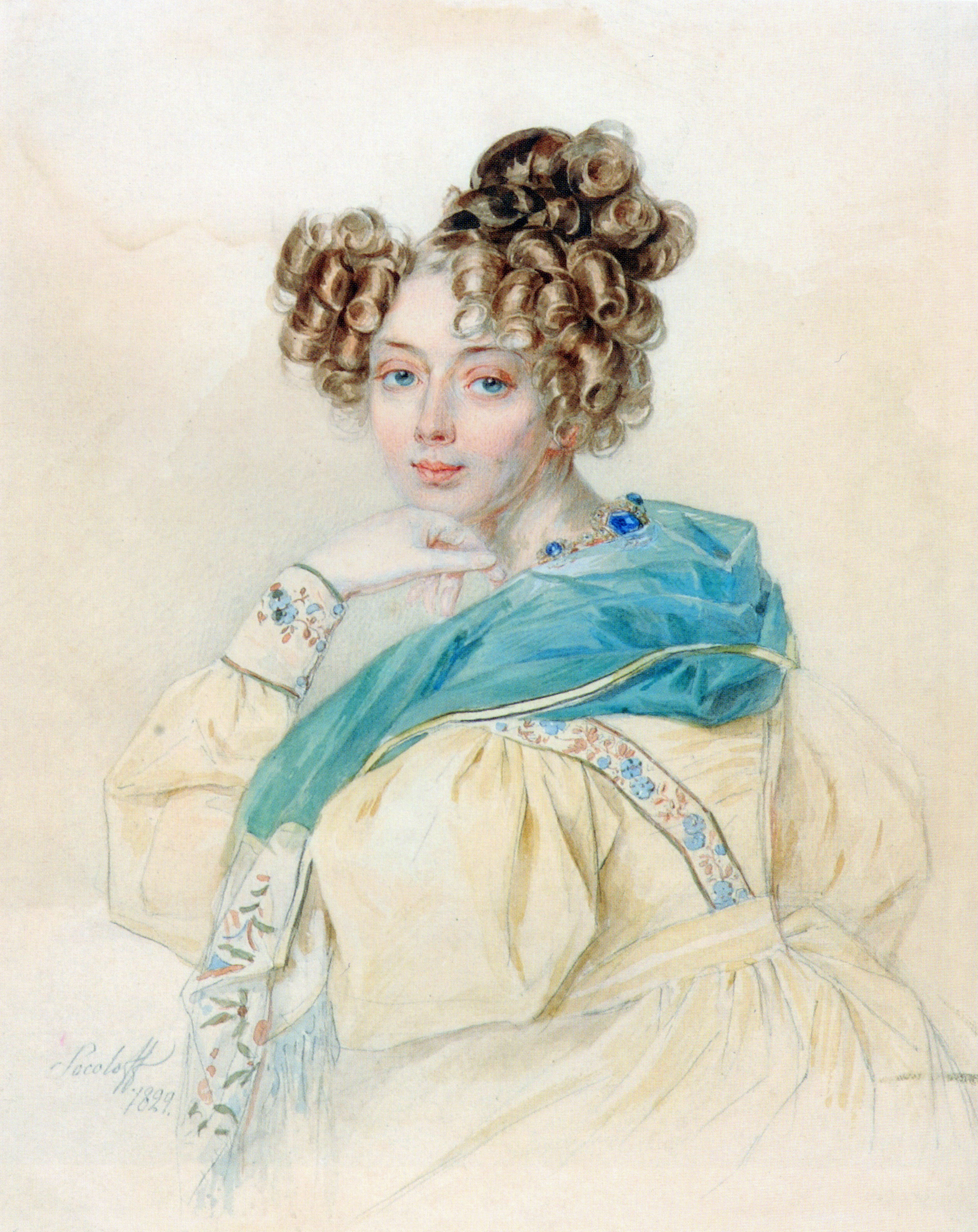
Внучка княгиня Ольга Александровна Орлова.
Художник П. Ф. Соколов, акварель, 1829 год

В браке с Александром Алексеевичем Жеребцовым имела двух сыновей и двух дочерей:
- Александр (1781—1832) — действительный камергер, генерал-майор, герой Отечественной войны 1812 года и иностранных походов русской армии. Масон — один из крупнейших деятелей «золотого века масонства» при Александре I. В 1804 году женился на княжне Александре Петровне Лопухиной (1788—1852)[91]. Их единственный ребёнок:
  - Ольга (1807—1880) — в девичестве — полная тёзка своей бабушки. Супруга известного николаевского вельможи князя Алексея Фёдоровича Орлова, увлекалась нумизматикой[92].
- Александра (Анна) (1783—1785)[91].
- Елизавета (1787—1841) — с 1804 года замужем за генералом Бороздиным (1777—1830), от которого родила пятерых детей. В 1820 году сбежала в Париж к любовнику, французскому генералу графу де Пире, вместе с сыном от последнего[75].
- Григорий[91] (†1812) — погиб в Бородинском сражении[74].

Внебрачный сын от неизвестного отца:
- Егор Августович Норд (1806 — после 1847) — отставной штаб-ротмистр, помещик[66]. Родился в Лондоне и получил имя Джордж Норд (George Nord), предполагаемый бастард принца Уэльского. При рождении неустановленным лицом на его имя был внесён крупный банковский депозит. В 1810 году был привезён матерью в Россию. В 1827 году принят в российское подданство как Егор Августович Норд и поступил на военную службу капитаном в лейб-гвардии Гусарский полк. Однако происхождение «из английских дворян» мешало продвижению по службе и он вскоре вышел в отставку. В 1837 году получил в дар от матери усадьбу Беззаботная, поселился там и занялся хозяйством — при нём была значительно улучшена инфраструктура имения. В 1844 году женился на княжне Наталье Николаевне Щербатовой[93]. Их дети:
  - Егор Егорович Норд (1845—1880) — российский консул в Персии (1875). Перед отъездом к месту службы за рубежом в 1869 году продал семейную усадьбу Беззаботная[К 15][95]. В 1871—1872 годах в чине коллежского асессора был вторым секретарём российского посольства в Лондоне, а позднее — консулом в Реште. Егор Егорович был женат на англичанке, цирковой наезднице и скончался бездетным в Персии от чёрной оспы[4]. Его вдова вышла замуж за другого русского дипломата — Петра Михайловича Власова (1850—1904)[66].
  - Виктор Егорович Норд (1846—1894) — полковник (1878), командир 9-го Драгунского полка. В 1865 году поступил на службу в лейб-гвардии Гусарский полк и в 1867 году получил первый офицерский чин. По воспоминаниям однополчан, всю жизнь ожидал крупного наследства из Англии, которого так и не получил. Умер холостым и похоронен в Мариамполе[96].
  - Лев Егорович Норд (1847—1894) — генерал-майор (1888), уфимский губернатор (1889—1894). Умер холостым в Москве и похоронен в Астрахани[97].

## Мнения и оценки
Большинство русских мемуаристов-современников склонны были выставлять участников заговора и дворцового переворота 1801 года в нелестном свете. Не обошли они и Ольгу Александровну Жеребцову — многими подчёркивались её корыстолюбие и безнравственное поведение. Русский посланник в Великобритании граф Семён Романович Воронцов в частной переписке без обиняков называл Жеребцову «сумасшедшей». Британские авторы отмечали её выдающееся богатство и высокомерие (англ. haughty), красоту и любвеобилие. Они считали мадам де Жеребцофф исключительно интересной особой, хотя и весьма несчастной из-за предательства лорда Уитворта, что временами приводило её в состояние, близкое к буйному помешательству (англ. raving mad). В такие периоды она устраивала скандалы, которые будоражили весь Лондон.
Александр Иванович Герцен писал, что пожилая Жеребцова не скрывала своего презрения к окружающим её ничтожным царедворцам 1840-х годов. Однако ошибка её, по мнению писателя, состояла в том, что она принимала их за всё молодое поколение: 

… Странная оригинальная развалина другого века, окружённая выродившимся поколением на бесплодной и низкой почве петербургской придворной жизни, она чувствовала себя выше его и была права…— «Былое и думы»
 Марк Алданов, биограф Ольги Александровны Жеребцовой, считал её образцом выдающейся русской женщины XVIII века, хотя и не сыгравшей большой роли в истории.

## В культуре
Приключениям Жеребцовой посвящён российский кинофильм-мелодрама 2003 года «Золотой век» режиссёра Ильи Хотиненко. Фильм уделяет мало внимания ключевым историческим фигурам эпохи — императрице Екатерине II (Вия Артмане), императору Павлу I (Александр Баширов), фавориту князю Платону Зубову (Максим Федосеев) и петербургскому военному губернатору графу Палену (Виктор Сухоруков). На первый план в нём выдвинута любовная линия Ольги Александровны, роль которой исполнила певица Ольга Орлова. Одного из её любовников, британского посланника Уитворта, сыграл Гурий Атнев, а другого, принца Уэльского, — Гоша Куценко. Образ её супруга, действительного камергера Жеребцова, воплотил Владимир Стержаков, а соперницы, графини Толстой, — Ольга Погодина.